# 88 (tal)
88 (åttioåtta) är det naturliga talet som följer 87 och som följs av 89.
- Hexadecimala talsystemet: 58
- Binärt: 1011000
- Delbarhet: 1, 2, 4, 8, 11, 22, 44 och 88
- har primfaktoriseringen 23 · 11
- Summan av delarna: 180

## Inom matematiken
- 88 är ett jämnt tal.
- 88 är ett primitivt semiperfekt tal.
- 88 är ett palindromtal i det decimala talsystemet.
- 88 är ett hexadekagontal.
- 88 är ett extraordinärt tal.
- 88 är ett ymnigt tal
- 88 är ett primitivt ymnigt tal.
- 88 är ett praktiskt tal.

## Inom vetenskapen
- Radium, atomnummer 88
- 88 Thisbe, en asteroid
- M88, spiralgalax i Berenikes hår, Messiers katalog

## Övrigt
- 88 är det normala antalet tangenter på ett piano.
- 88:an (glass)
- 8,8 cm FlaK (tysk serie kanoner, kallade "åttiåttan")
- 88 i sifferform används inom nynazistiska kretsar som noaord för frasen "Heil Hitler", då bokstaven H är den åttonde i det latinska alfabetet. Talet 88 har därför används i nazistiska bandnamn och tidskrifter, exempelvis vit makt-banden Section 88, Warfare 88 och Konkwista 88. Talet 88 har även tryckts på nazistiska tröjor.